# دلفیلد (ویسکانسین)
دلفیلد، ویسکانسین  (به انگلیسی: Delafield) شهری در شهرستان واکشا ایالت ویسکانسین است که در سال ۱۹۵۹ بنیان‌گذاری شده‌است. این شهر طبق سرشماری سال ۲۰۱۰ میلادی ۷٬۰۸۵ نفر جمعیت داشته‌است.